# Idona reflexa
Idona reflexa är en insektsart som beskrevs av Ruppel och Delong 1952. Idona reflexa ingår i släktet Idona och familjen dvärgstritar. Inga underarter finns listade i Catalogue of Life.